# Associazione Sportiva Gubbio 1910 1999-2000
Questa pagina raccoglie le informazioni riguardanti l'Associazione Sportiva Gubbio 1910 nelle competizioni ufficiali della stagione 1999-2000.

## Rosa
| N. |                   | Ruolo | Calciatore            |
| -- | ----------------- | ----- | --------------------- |
|    | Italia (bandiera) | D     | Alessandro Belluci    |
|    | Italia (bandiera) | D     | Gionata Bruni         |
|    | Italia (bandiera) | D     | Gianni Ceccarelli     |
|    | Italia (bandiera) | A     | Lorenzo Cerbella      |
|    | Italia (bandiera) | A     | Giovanni Cornacchini  |
|    | Italia (bandiera) | C     | Daniele Corona        |
|    | Italia (bandiera) | C     | Massimo Epifani       |
|    | Italia (bandiera) | C     | Giovanni Furlanetto   |
|    | Italia (bandiera) | D     | Alessandro Giacometti |
|    | Italia (bandiera) | C     | Massimiliano Lazzoni  |
|    | Italia (bandiera) | A     | Giovanni Lisi         |
|    | Italia (bandiera) | D     | Fausto Mattioli       |

| N. |                   | Ruolo | Calciatore         |
| -- | ----------------- | ----- | ------------------ |
|    | Italia (bandiera) | D     | Filippo Orsini     |
|    | Italia (bandiera) | C     | Gianluca Panisson  |
|    | Italia (bandiera) | C     | Felice Parisi      |
|    | Italia (bandiera) | C     | Roberto Pierini    |
|    | Italia (bandiera) | D     | Sauro Pugnitopo    |
|    | Italia (bandiera) | A     | Marco Spilli       |
|    | Italia (bandiera) | A     | Stefano Stefanelli |
|    | Italia (bandiera) | D     | Leonardo Tempesta  |
|    | Italia (bandiera) | P     | Giovanni Vecchini  |
|    | Italia (bandiera) | C     | Luca Vitali        |
|    | Italia (bandiera) | C     | Moreno Zebi        |